# Mjukbaggar
Mjukbaggar eller hårbaggar (Scirtidae) är en familj i ordningen skalbaggar med cirka 600 arter varav 17 är påträffade i Sverige. Flugbaggar, familjen Cantharidae, kallas ofta också för mjukbaggar.

## Kännetecken
Skalbaggen har en längd på mellan 1,5 och 12 millimeter. De i Sverige förekommande arterna har en längd på mellan 2 och 6 millimeter. Kroppen har en oval form och kroppen är mjuk och hårig, därav det svenska namnet.

## Levnadssätt
Larverna lever i vatten på alger, svampar och annat organiskt material som de silar ut från vattnet. De fullbildade skalbaggarna brukar hittas i vegetationen i närheten av vatten.